# Crossopsora piperis
Crossopsora piperis är en svampart som beskrevs av Berndt, F.O. Freire & C.N. Bastos 2002. Crossopsora piperis ingår i släktet Crossopsora och familjen Phakopsoraceae.   Inga underarter finns listade i Catalogue of Life.